# Thomas Thomsen
 For alternative betydninger, se Thomas Thomsen (flertydig). (Se også artikler, som begynder med Thomas Thomsen)
Thomas Thomsen (født 1953 i Silkeborg) er en dansk forfatter inden for historiske og kulturhistoriske områder.

## Biografi
Thomas Thomsen er søn af Ernst Thomsen (borgmester i Silkeborg 1966-86) og Erna Thomsen. Han er gift med Kirsten Thomsen og er bosiddende i Silkeborg.
I 1979 blev han uddannet cand. mag. i historie og dansk fra Aarhus Universitet. Han har siden da haft en varieret karriere som bl.a. forstander for Bornholms Produktionshøjskole (1985-87), viceforstander på TEKO 1989-97, direktør for Gartnerskolen Søhus 1997-2005, uddannelseschef på Lindø 2005-07, uddannelseschef på Social- og Sundhedsskolen Fredericia-Vejle-Horsens 2009-18 samt siden 2019 projektleder ved Danske SOSU-skoler.